# ریکان (گرمسار)
ریکان یکی از روستاهای شهرستان گرمسار در استان سمنان ایران است. این روستا در دهستان حومه در بخش مرکزی شهرستان واقع است.

## جمعیت
این روستا در دهستان حومه قرار داشته و براساس سرشماری سال ۱۳۸۵جمعیت آن ۳۵۴نفر (۱۰۰خانوار) بوده‌است.

## موقعیت
ریکان در طول جغرافیایی ۵۲درجه و ۲۴ دقیقه و عرض ۳۵ درجه و ۱۲دقیقه قرار دارد .ارتفاع متوسط آن از سطح دریا ۸۵۰متر است و در فاصله ۴کیلومتری شرق گرمسار قرار دارد.

## محصولات
آب آن از حبله رود و محصول عمده آن غلات و پنبه و بنشن و انار وانجیر است.